# Championnats d'Asie de boxe amateur 1991
Navigation
Édition précédente Édition suivante
La 15e édition des championnats d'Asie de boxe amateur s'est déroulée à Bangkok, en Thaïlande, en 1991. 

## Résultats

### Podiums
| Catégories                    | Or                  |
| Poids mi-mouches (-48 kg)     | Songsak Keanto      |
| Poids mouches (-51 kg)        | Vichai Khadpo       |
| Poids coqs (-54 kg)           | Roberto Jalnaiz     |
| Poids plumes (-57 kg)         | Nara Leabluak       |
| Poids légers (-60 kg)         | Alan Nudklang       |
| Poids super-légers (-63,5 kg) | Arlo Chavez         |
| Poids welters (-67 kg)        | Chalit Boonsingkarn |
| Poids super-welters (-71 kg)  | Sarabi Zadeh        |
| Poids moyens (-75 kg)         | Ong-Art Prasertsung |
| Poids mi-lourds (-81 kg)      | Jo Da Ko            |
| Poids lourds (-91 kg)         | Sung Bae Chae       |
| Poids super-lourds (+91 kg)   | Raj Kumar Sangwan   |

### Tableau des médailles
| Place | Pays             | Médaille d'or, Asie | Total |
| ----- | ---------------- | ------------------- | ----- |
| 1     | Thaïlande        | 6                   | 6     |
| 2     | Corée du Sud     | 2                   | 2     |
| 2     | Philippines      | 2                   | 2     |
| 4     | Inde             | 1                   | 1     |
| 4     | Iran             | 1                   | 1     |
| Total | 5 pays médaillés | 12                  | 12    |